# Wolgok-dong, Seoul
Wolgok-dong (koreanska: 월곡동) är en stadsdel i Sydkoreas huvudstad Seoul. Den ligger i stadsdistriktet Seongbuk-gu nordöst om centrala Seoul.

## Indelning
Administrativt är Wolgok-dong indelat i:
| Namn    | Namn              | Yta km² | Invånare 31 dec 2020 |
| ------- | ----------------- | ------- | -------------------- |
| 월곡1동 | Wolgok 1(il)-dong | 0,81    | 27 108               |
| 월곡2동 | Wolgok 2(i)-dong  | 1,36    | 20 396               |